# Estallido respiratorio
El estallido respiratorio o explosión respiratoria (conocido también como estallido o explosión oxidativa) es el proceso donde algunas células son capaces de producir y liberar especies reactivas de oxígeno, tales como radicales superóxido y peróxido de hidrógeno. Se caracteriza por un aumento muy violento en la demanda de oxígeno y en el consumo de energía a nivel celular, de ahí su nombre, es un mecanismo frecuentemente utilizado por las células del sistema inmune para producir compuestos con capacidad microbicida, tales como el peróxido de hidrógeno y el anión hipoclorito.

## Mecanismo básico
El mecanismo por el cual las células producen especies reactivas de oxígeno implica la acción de una enzima llamada oxidasa de NADPH, esta enzima es capaz de emplear NADPH como agente reductor para reducir el oxígeno líbre (O2) a superóxido, el cual se combina espontáneamente con otras moléculas para producir radicales libres muy reactivos, entre los cuales se encuentran los aniones hidróxido, peróxido, hipoclorito, hipoyodito y el óxido de nitrógeno (II) entre otros.
La oxidasa de NADPH es una enzima multimérica formada por varias subunidades: gp91-phox, p22-phox, p40-phox, p47-phox, p67-phox, Rap 1A y Rac2; estas subunidades frecuentemente se hallan distribuidas en el citosol o unidas a la membrana de gránulos específicos. La gp91-phox y la p22-phox forman el complejo llamado flavocitocromo b558 que se encuentra anclado a membrana, mientras que las phox (del inglés phagocite oxidase) restantes y las proteínas accesorias Rac2 (una GTPasa) y Rap (Ras-related protein 1A: proteína relacionada con la RAS) se encuentran en el citoplasma. Cuando una célula se activa iniciando el estallido respiratorio la oxidasa se ancla sobre la membrana de los fagosomas y comienza su actividad. La oxidasa extrae un par de electrones del NADPH convirtiéndolo en NADP+ y los encauza por una cadena de electrones que tiene como núcleo al flavocitocromo b (en concreto dos grupos hemo y un FAD de la gp91), hasta descargarlos sobre una molécula de oxígeno para formar superóxido, la reacción puede resumirse en:

{\displaystyle \mathrm {NADPH+2O_{2}\to 2O_{2}^{-}+NADP^{+}+H^{+}} }

Este mecanismo causa un aumento en el consumo de oxígeno y energía por parte de la célula y provoca un rápido aumento en la concentración de protones que es encausado por la componente gp91-phox, que actúa también como canal de protones.

## Función inmune
Las células fagocíticas tales como los neutrófilos, monocitos, macrófagos y eosinófilos destruyen a los microorganismos fagocitados produciendo el fagolisosoma un tipo especial de fagosoma donde son encerrados y destruidos por medio de compuestos tóxicos para ellos. Estos compuestos se producen por dos vías, una independiente del oxígeno ( p ej. lisozima y lactoferrina) y otra dependiente de oxígeno, en la cual se producen especies reactivas del mismo.
El término explosión respiratoria se utiliza usualmente para denotar la liberación de estas especies reactivas de oxígeno por las células fagocíticas del sistema inmune, tales como por ejemplo neutrófilos y monocitos cuando entran en contacto con diferentes tipos de bacterias u hongos. La explosión respiratoria juega un papel muy importante en el sistema inmune, es una reacción crucial que ocurre en los fagocitos donde es utilizada para matar y degradar los microorganismos fagocitados. Las células fagocíticas del sistema inmune utilizan NADPH para reducir el O2 a radical superóxido; el peróxido obtenido es luego atacado por la enzima superóxido dismutasa para formar peróxido de hidrógeno, el cual a su vez sirve de sustrato a la enzima peroxidasa para oxidar Cl-, Br- y I- a hipoclorito, hipobromito e hipoyodito, compuestos extremadamente tóxicos para los microorganismos. El peróxido de hidrógeno puede además participar en la reacción de Haber-Weiss dependiente de cationes para formar hidroxilo.
El estallido respiratorio en las células fagocíticas es tan potente y violento que la mayor parte de las veces causa la muerte de la célula por consumo de equivalentes de reducción, por la formación de radicales libres y por desequilibrios en los potenciales de hidrógeno.

## Otras funciones
La oxidasa de NADPH, es la enzima que favorece la dilatación arterial dependiente de óxidos de nitrógeno. El superóxido reacciona con el monóxído de nitrógeno producido por la enzima óxido nítrico sintasa a partir del aminoácido L-arginina, resultando en la formación de peroxinitrito, lo que reduce la cantidad de monóxido de nitrógeno biológicamente activo necesaria para dilatar la arteria.
La explosión respiratoria también se produce en el cigoto de los animales superiores luego de que el óvulo ha sido fertilizado y también puede ser producida por algunas células vegetales.
Se ha sugerido que la activación de la oxidasa de NADPH depende de una previa activación de una proteína quinasa C.

## Patologías asociadas
Muchos estímulos vasculares, incluyendo aquellos de los que se sabe que favorecen la resistencia a la insulina, activan la oxidasa de NADPH por un mecanismo complejo que incluye el aumento de la activación de genes y complejos mecanismos de activación enzimática.
El anión superóxido, el peroxinitrito y otras especies reactivas de oxígeno, desempeñan un rol patogénico mediado por la peroxidación de proteínas y lípidos, y por medio de la activación de cascadas de señalización redox sensibles. 
La ausencia o pérdida de función de la oxidasa de NADPH evita la formación de especies reactivas de oxígeno y esto resulta en una patología conocida como enfermedad granulomatosa crónica la cual se caracteriza por infecciones recurrentes y la formación de granulomas allí donde las células son incapaces de matar al agente infeccioso.